# Placidus Muth
Placidus Muth OSB (* 30. Dezember 1753 in Poppenhausen als Johann Kaspar Muth; † 20. März 1821 in Erfurt) war ein deutscher Benediktiner, Theologe und Hochschullehrer.

## Leben
Muth war Sohn eines Handwerkers. Er erhielt seine Schulbildung in Volkach sowie an den Gymnasien von Würzburg und Erfurt. Er wurde 1771 an der Universität Erfurt immatrikuliert, an der er zunächst zwei Jahre Rechtswissenschaft studierte, bevor er sich dem Studium der Theologie widmete. 1777 trat er in das Benediktinerkloster St. Peter und St. Paul in Erfurt ein, an dem er am 20. Oktober 1778 die Profess ablegte. Hier erhielt er auch seinen Ordensnamen Placidus. Am 6. April 1783 erfolgte seine Priesterweihe.
Muth wurde ab 1785 als Lektor der Philosophie und Theologie eingesetzt. 1788 wurde er mit der Dissertation Dissertatio historico-critica in bigamiam Comitis de Gleichen an der Erfurter Universität zum Dr. theol. promoviert und noch im selben Jahr erhielt er dort eine Stelle als ordentlicher Professor der Theologie, insbesondere der Moral- und Pastoraltheologie. Zugleich wurde er als ordentliches Mitglied in die Kurmainzische Akademie nützlicher Wissenschaften aufgenommen. 1794 wurde er erstmals Dekan der Theologischen Fakultät, von 1796 bis 1800 und von 1803 bis 1813 war er Rektor der Universität Erfurt; bei der Auflösung der Universität wieder Dekan der Theologischen Fakultät. Seit 1807 hatte er auch das Amt des Prokanzlers der Universität inne.
Muth wurde am 18. März 1794 zudem zum Abt des Klosters gewählt und ab 1796 war er auch Rektor des katholischen Gymnasiums Emericianum. 1797 erfolgte die Ernennung zum fürsterzbischöflichen wirklichen geistlichen Rat. Außerdem erhielt er die Titel Erb-, Lehn- und Gerichtsherr, Propst und Herr zu Zelle an der Werra, zu Bischofferode und Frankenroda. Er wollte das Kloster durch Reformen wieder stärker wissenschaftlich ausrichten. Diese Reformen konnte er aufgrund der Säkularisation nicht abschließen.
Muth wurde nach der Schließung der Universität 1816 durch die preußische Regierung 1816 zum königlich-preußischen Oberschul- und Regierungsrat ernannt. Muth war außerdem Mitglied der Freimaurerloge Carl zu den drei Adlern in Erfurt.
In Erfurt ist die Placidus-Muth-Straße nach ihm benannt.

## Werke (Auswahl)
- Disquisitio historico-critica in bigamiam comitis de Gleichen, cuius monumentum est in ecclesia S. Petri Erfordiae; unacum systematica theologiae catholicae synopsi, Nonne, Erfurt 1788.
- Ueber die wechselseitigen Verhältnisse der Philosophie und Theologie: nach kantischen Grundsäzzen, Görling, Erfurt 1791.
- Ueber den Einfluß des Königlichen Benediktinerstiftes auf dem Petersberge zu Erfurt auf die erste Urbarmachung der hiesigen Gegenden durch Ackerbau, und auf die erste Entstehung oder Beförderung des Erfurtischen Handels durch Anlegung eines öffentlichen Marktes und Erbauung der Krämerbrücke, Beyer und Maring, Erfurt 1798.
- Ueber den Einfluß des vormaligen Peterklosters Benedictiner-Ordens zu Erfurt, auf religiös-moralische und wissenschaftliche Kultur nach den verschiedenen Zeitaltern von seiner Entstehung an bis zu seiner Aufhebung 1803, Görling, Erfurt 1804.